# Furnarius leucopus
El hornero paticlaro (Furnarius leucopus), también denominado hornero patiamarillo, hornero de pata pálida (en Perú) u hornero patipálido, es una especie de ave paseriforme de la familia Furnariidae perteneciente al género Furnarius. Es nativa de América del Sur.

## Distribución y hábitat
Se distribuye en el suroeste de Guyana y norte de Brasil; por el occidente de la cuenca amazónica de Brasil, extremo sureste de Ecuador, este de Perú y  norte de Bolivia; y por el noreste, este, centro y suroeste de Brasil y este de Bolivia.
Esta especie es considerada bastante común en una variedad de hábitats semiabiertos, bosques, bordes de bosques, matorrales secos, crecimientos secundarios, hasta aproximadamente 1100 m de altitud.

## Sistemática

### Descripción original
La especie F. leucopus fue descrita por primera vez por el naturalista británico William Swainson en 1838 bajo el mismo nombre científico; su localidad tipo es «Guyana».

### Etimología
El nombre genérico masculino «Furnarius» proviene del latín «furnarius» que significa ‘panadero’, o «furnus» que significa ‘horno’; en referencia al distintivo nido de las especies del género; y el nombre de la especie «leucopus», se compone de las palabras del griego «λευκοςo leukos» que significa ‘blanco’, y « ποδος podos» que significa ‘pies’.

### Taxonomía
Hasta recientemente era considerada conespecífica con Furnarius cinnamomeus y F. longirostris, pero difiere del primero en su tamaño mucho menor, partes inferiores significativamente más oscuras, corona parda y no gris, iris castaños y no blancuzcos; y vocalización algo diferente; y del segundo por la corona parda y no gris, pico y alas bastante más cortos; y vocalización diferente, con menor desaceleración.
Las anteriormente subespecies F. leucopus cinnamomeus y F. leucopus longirostris ya eran tratadas como especies plenas por el Congreso Ornitológico Internacional (IOC), por Aves del Mundo (HBW) y por Birdlife International (BLI), y más recientemente por Clements checklist/eBird. A pesar de reconocer que merecerían ser elevadas al rango de especies plenas,el Comité de Clasificación de Sudamérica (SACC) rechazó la Propuesta N° 35, de separación de las subespecies, debido a insuficiencia de datos publicados.
Puede ser hermana de Furnarius figulus, y el par formado por ambas hermano de F. torridus.
La subespecie tricolor ha sido tratada algunas veces como especie separada. La subespecie araguaiae, descrita a partir de pocos especímenes de pocas localidades, puede representar apenas una intergradación entre tricolor y assimilis; son necesarios más análisis.

### Subespecies
Según las clasificaciones del IOC y Clements Checklist/eBird se reconocen cuatro subespecies, con su correspondiente distribución geográfica:
- Furnarius leucopus leucopus Swainson, 1838 – norte de Brasil (río Negro, río Branco) y suroeste de Guyana.
- Furnarius leucopus tricolor Giebel, 1868 – este de Perú (Amazonas hacia el sur hasta Puno) y oeste de Brasil (hacia el este hasta el oeste de Pará) al sur hasta el centro de Bolivia (Santa Cruz); registrado una vez en el sureste de Ecuador (Morona Santiago).
- Furnarius leucopus araguaiae Pinto & Camargo, 1952 – centro sur de Brasil (río Araguaia y río das Mortes en el oeste de Tocantins, este de Mato Grosso y oeste de Goiás).[12]
- Furnarius leucopus assimilis Cabanis & Heine, 1860 – Maranhão hacia el este hasta Rio Grande do Norte y al sur hasta el norte de Minas Gerais[12] y Mato Grosso do Sul) y extremo sureste de Bolivia (sureste de Santa Cruz).